# کالج سنت هیو، آکسفورد
کالج سنت هیو (انگلیسی: St Hugh's College, Oxford) یکی از کالج‌های دانشگاه آکسفورد، انگلستان است.
این کالج که در سال ۱۸۸۶ توسط الیزابت وردزورث برادرزاده ویلیام وردزورث شاعر بزرگ انگلستانی به عنوان یک کالج دخترانه تأسیس شده اما بعدها ثبت‌نام پسران نیز انجام شد.

## نگارخانه

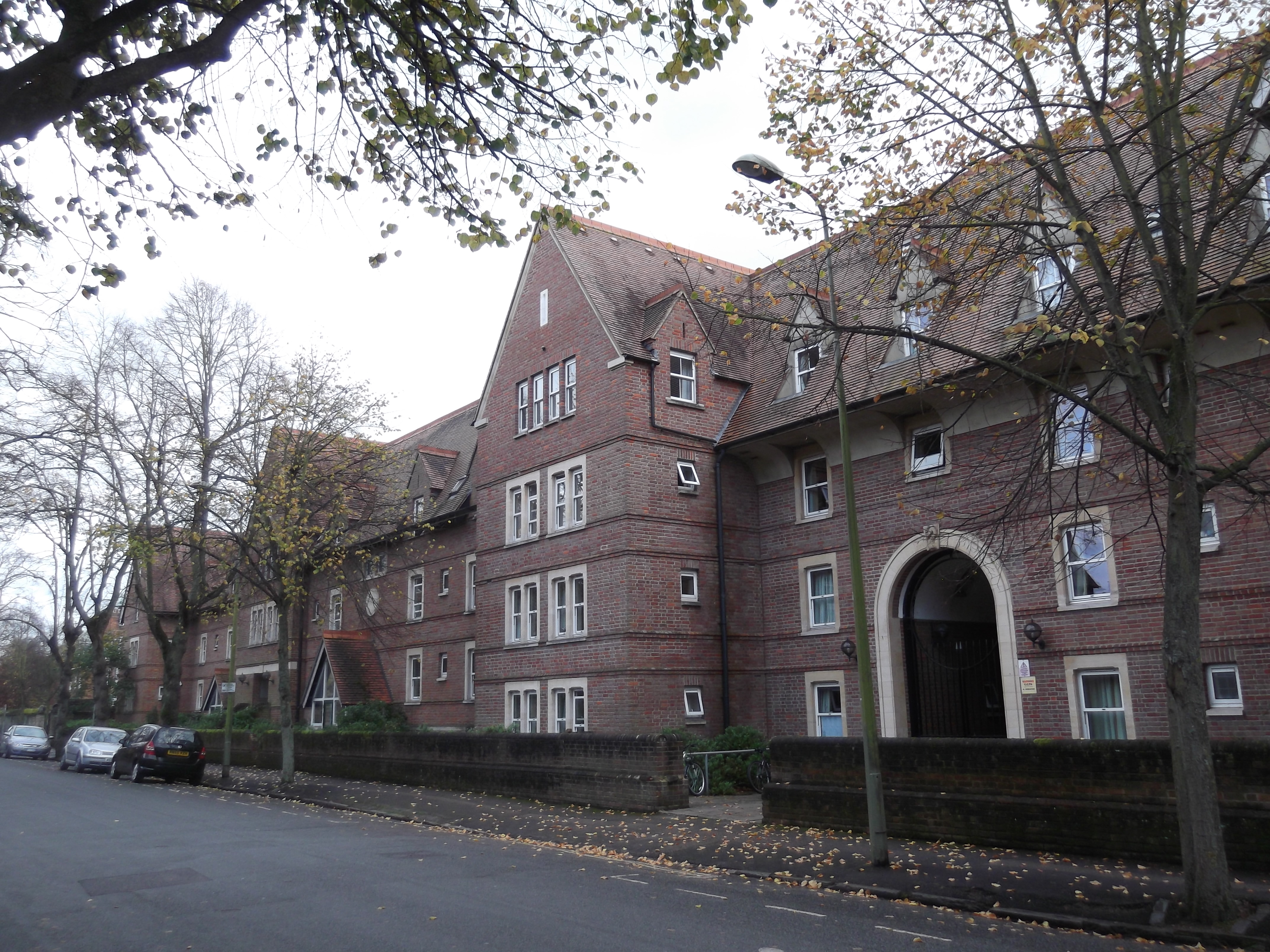
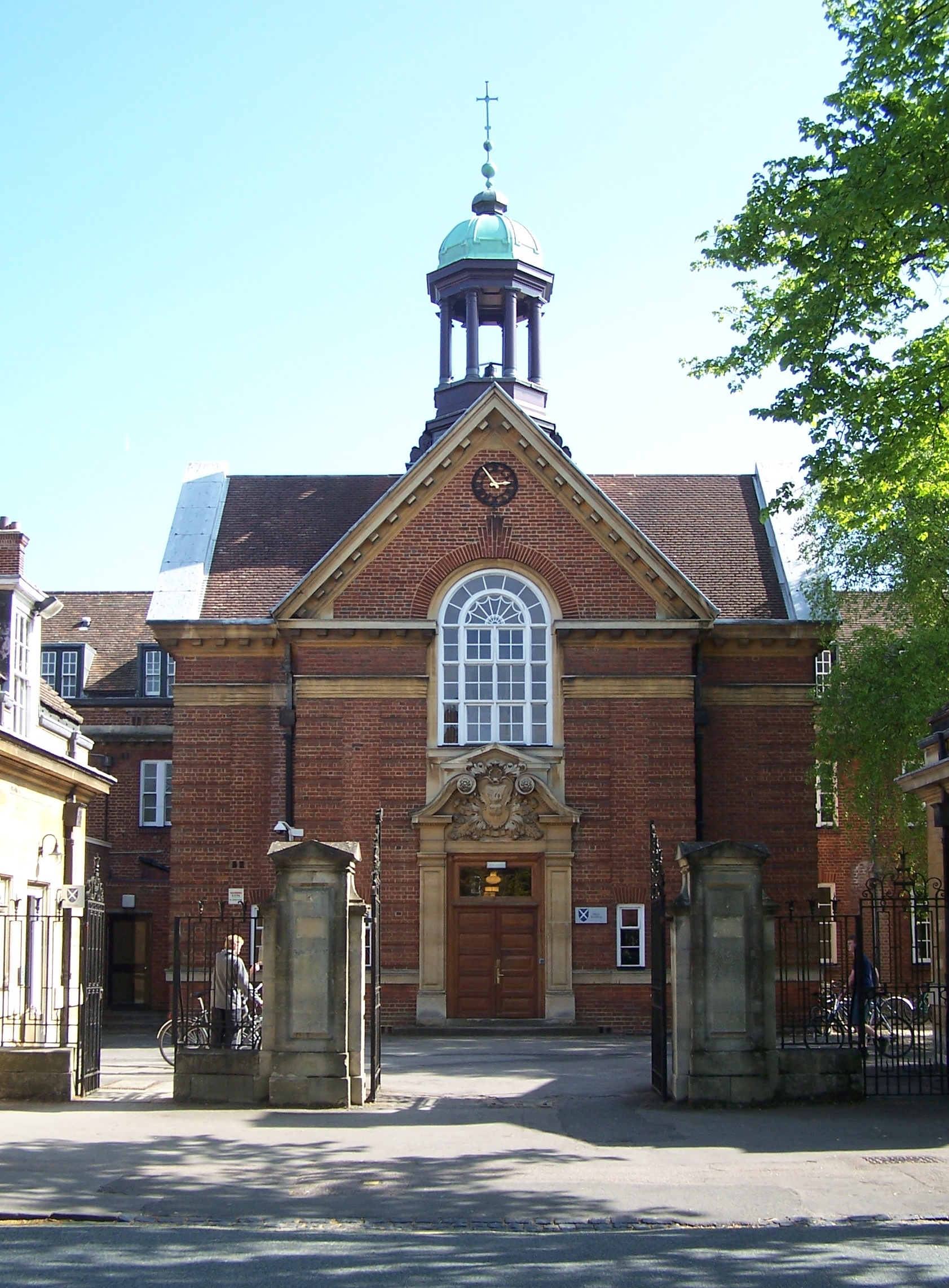

## فارغ التحصیلان
- ترزا می
- آنگ سان سو چی
- گیلعاد زاکرمن
- امل کلونی